# Københavns Godsbanegård

Københavns Godsbanegård (deutsch Kopenhagen Güterbahnhof), bis 1931 Kjøbenhavns Godsbanegaard, war einer der größten und verkehrsreichsten Güterbahnhöfe in Dänemark. Ein Teil der Gleisanlagen ist heute entfernt und mit Straßen und Gebäuden überbaut.
Im alltäglichen Sprachgebrauch wurde das Gebiet als „Gården“ sowie mit der Bahnhofsabkürzung „Gb“ bezeichnet. Es war Teil der Eisenbahnanlagen in Vesterbro, in deren Nähe sich das Maskindepot Gb (deutsch Bahnbetriebswerk Kopenhagen Gb, Mdt. Gb) und die Centralværkstedet København (Cvk Kh) befinden.

## Geschichte
Als der alte Haupt- und Güterbahnhof in Vesterbro, der in der Nähe des heutigen Bahnhofs Vesterport lag, zu klein geworden war und ein neuer Güterbahnhof gebaut werden musste, war es schwierig, ein großes und zentral gelegenes Gebiet zu finden. Bereits vor der Jahrhundertwende zum 20. Jahrhundert war die Innenstadt Kopenhagens gut entwickelt und das verfügbare Land war zu klein für den Bau eines Güterbahnhofes.
Im Zusammenhang mit der Umstrukturierung des gesamten Eisenbahnnetzes und der Bahnhöfe im Zentrum von Kopenhagen wurde für den Güterbahnhof eine besondere Lösung gewählt. Es wurde beschlossen, einige große Strandbereiche südlich des damals zukünftigen und heutigen Hauptbahnhofs (Københavns Hovedbanegård) aufzufüllen. Mehrere Strandbereiche waren bereits 1807 nach der Bombardierung Kopenhagens mit Schutt aufgefüllt worden. In den Jahren 1856 und 1857 wurde am südwestlichen Ende der Strandbereiche Kopenhagens das Vestre Gasværk nach Auffüllung gebaut. Die restlichen Strandbereiche wurden zugeschüttet und 1895 begann der Bau des Kopenhagener Godsbanegård.
Das erste Verwaltungsgebäude des Güterbahnhofes wurde von DSB-Chefarchitekt Heinrich Wenck entworfen und zwischen 1895 und 1901 errichtet. Für diese Arbeit erhielt Wenck die Eckersberg-Medaille.
Mitte der 1960er Jahre begann die radikale Erneuerung des Gesamtkomplexes. 1968 wurde der Kopenhagener Güterbahnhof geschlossen und das alte Hauptgebäude 1968 abgerissen. Am Kalvebod Brygge wurde nach Zeichnungen des Architekten Ole Hagen ein neues Güterterminal gebaut, das 1970 in Betrieb genommen wurde.